# Estação Lo Prado
A Estação Lo Prado é uma das estações do Metrô de Santiago, situada em Santiago, entre a Estação San Pablo e a Estação Blanqueado. Faz parte da Linha 5.
Foi inaugurada em 12 de janeiro de 2010. Localiza-se no cruzamento da Avenida San Pablo com a Rua Santa Marta. Atende a comuna de Lo Prado.